# Wrangelsches Palais (Stockholm)

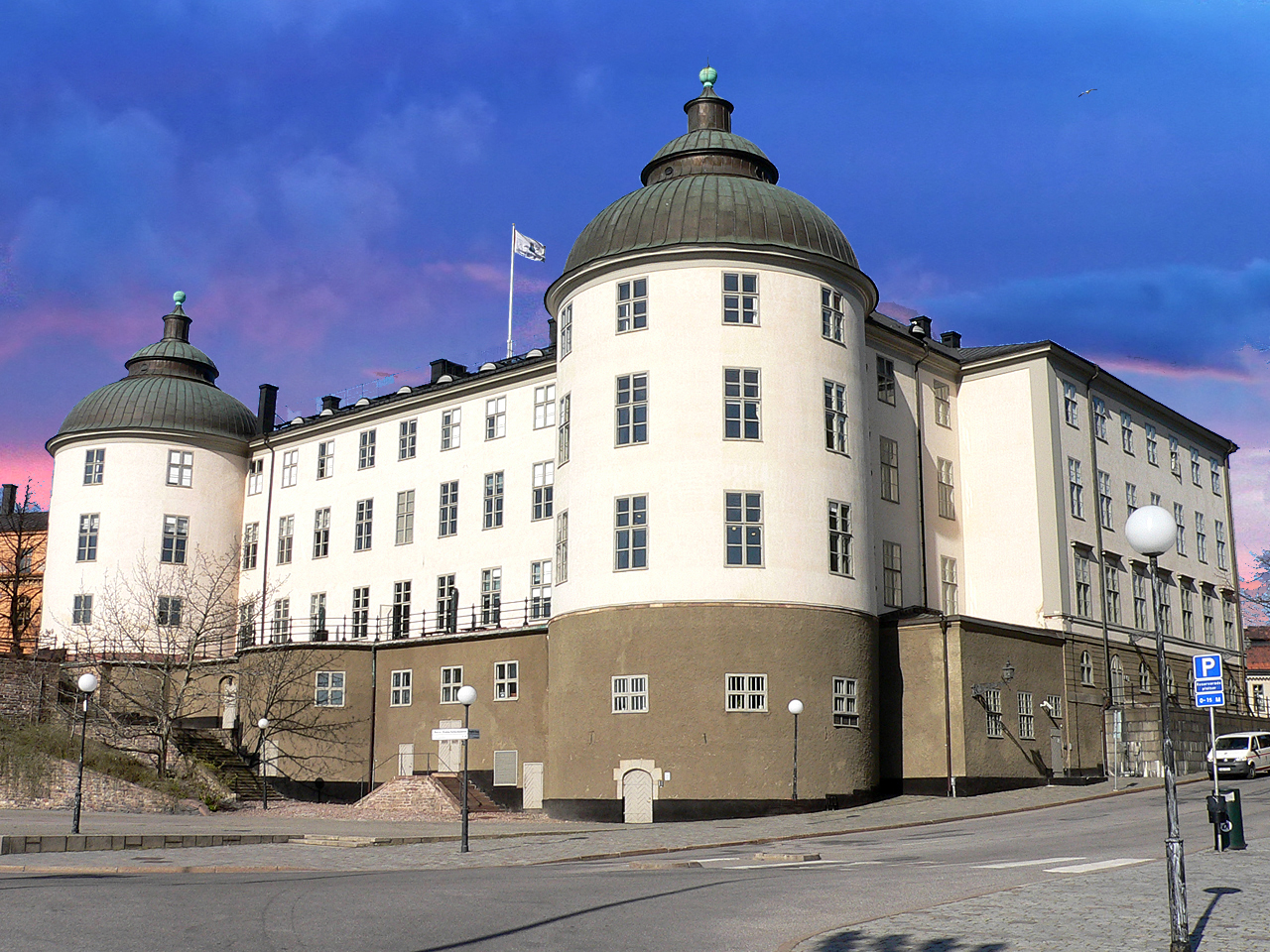
Wrangelsches Palais

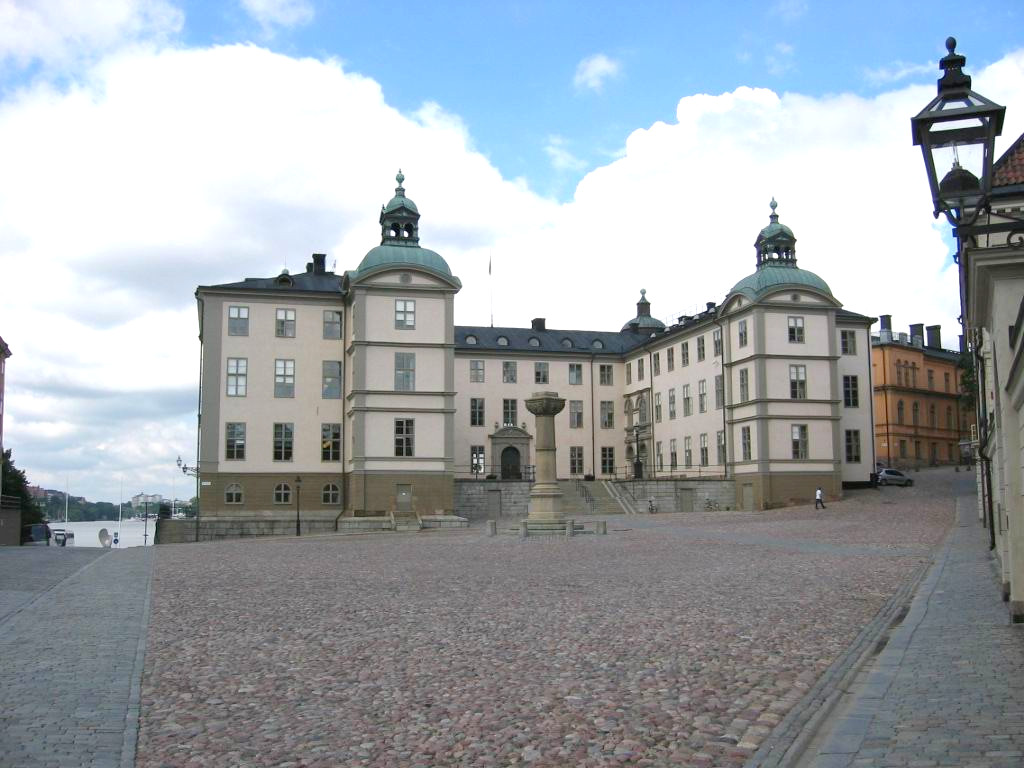
Wrangelsches Palais

Das Wrangelsche Palais ist ein Gebäude auf der Insel Riddarholmen nahe der Stockholmer Altstadt. Seit 1756 ist das Svea hovrätt im Gebäude untergebracht.
Der südliche Rundturm stammt aus den dreißiger Jahren des 16. Jahrhunderts und gehörte zu einer Befestigungsanlage, die König Gustav Wasa anlegen ließ. Etwa um 1630 entstand ein Palast, der zwischen 1652 und 1670 vom Architekten Nicodemus Tessin d. Ä. für den Feldmarschall Carl Gustav Wrangel ausgebaut wurde. Weitere Umbauten wurden nach einem Brand von 1693 notwendig. 1697 war der Palast kurzzeitig Sitz der königlichen Familien, nachdem die alte Burg „Tre Kronor“ niedergebrannt war. Nach einem weiteren Brand im Wrangelschen Palais wurde es 1802 von C.G. Gjörwell verändert. Umfangreiche Restaurierungs- und Renovierungsarbeiten fanden zwischen 1948 und 1950 sowie 1985 statt.
Im 17. Jahrhundert war das Gebäude einer der größten Privatpaläste Stockholms und hatte einen Hof in mehreren Stufen. Die heutigen glatten Mauern stammen hauptsächlich vom Wiederaufbau des Jahres 1802. Von der früheren reich dekorierten Fassade existieren heute noch das Sandsteinportal und wenige Elemente zum Hof hin. Bei der letzten Restaurierung erhielt der Bau wieder seinen ursprünglichen weißen Putz mit grauen Details.